# Embu (språk)
Embu (kiembu) är ett bantuspråk i Niger-Kongospråkfamiljen som talas av omkring en halv miljon människor, företrädesvis av embufolk kring Mount Kenya i centrala Kenya. Språket är besläktat med de betydligt större kenyanska språken kikuyu och kamba och hör liksom de till bantuspråkens grupp E20 (Kikuyu-meru-gruppen).
De flesta embutalare har swahili som andraspråk och många förstår också kikuyu.